# Hernando Velásquez Lotero
Hernando Velásquez Lotero (* 6. Juli 1926 in Medellín; † 26. April 2004 ebenda) war Bischof von Facatativá. 

## Leben
Hernando Velásquez Lotero empfing am 29. Oktober 1950 die Priesterweihe. Paul VI. ernannte ihn am 10. Dezember 1971 zum Weihbischof in Popayán und Titularbischof von Garba. 
Der Papst persönlich spendete ihm am 13. Februar des nächsten Jahres die Bischofsweihe; Mitkonsekratoren waren Bernard Jan Kardinal Alfrink, Erzbischof von Utrecht und Militärvikar der Niederlande, und William John Kardinal Conway, Erzbischof von Armagh. 
Am 27. April 1973 wurde er zum Bischof von Facatativá ernannt. Von seinem Amt trat er am 18. Mai 1985 zurück.